# Бранч Тауншип (округ Скайлкілл, Пенсільванія)
Бранч Тауншип (англ. Branch Township) — селище (англ. township) в США, в окрузі Скайлкілл штату Пенсільванія. Населення — 1752 особи (2020).

## Демографія
Згідно з переписом 2010 року, у селищі мешкало 1840 осіб у 761 домогосподарстві у складі 551 родини. Було 818 помешкань
Расовий склад населення:
| - 99,0 % — білих - 0,5 % — чорних або афроамериканців - 0,1 % — корінних американців |

До двох чи більше рас належало 0,4 %. Частка іспаномовних становила 0,8 % від усіх жителів.
За віковим діапазоном населення розподілялося таким чином: 18,0 % — особи молодші 18 років, 62,2 % — особи у віці 18—64 років, 19,8 % — особи у віці 65 років та старші. Медіана віку мешканця становила 47,3 року. На 100 осіб жіночої статі у селищі припадало 99,1 чоловіків;  на 100 жінок у віці від 18 років та старших — 98,9 чоловіків також старших 18 років.
Середній дохід на одне домашнє господарство  становив 64 254 долари США (медіана — 52 955), а середній дохід на одну сім'ю — 75 391 долар (медіана — 64 531). Медіана доходів становила 45 086 доларів для чоловіків та 36 635 доларів для жінок. За межею бідності перебувало 6,2 % осіб, у тому числі 8,0 % дітей у віці до 18 років та 5,1 % осіб у віці 65 років та старших.
Цивільне працевлаштоване населення становило 809 осіб. Основні галузі зайнятості: освіта, охорона здоров'я та соціальна допомога — 26,8 %, виробництво — 16,3 %, транспорт — 10,3 %, роздрібна торгівля — 9,6 %.